# سلام ژاپنی

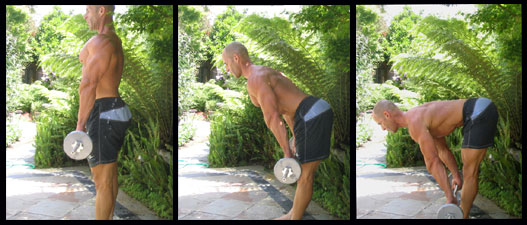
نمایی از تمرین سلام ژاپنی، از چپ به راست

سلام ژاپنی  یا سلام-صبح بخیر نوعی تمرین با وزنه است که در آن یک هالتر روی شانه گذاشته شده و در حالتی که ستون مهره‌ها و زانو صاف است به جلو خم شده تا بالاتنه زاویه ۹۰ درجه با پایین‌تنه پیدا کند و سپس بالاتنه را بلند کرده و دوباره شخص در حالت ایستاده قرار می‌گیرد. عضله اصلی درگیر این حرکت عضله پایین کمر است و عضله میانی کمر (رومبوئید)، عضلات بالابرنده ستون مهره‌ها، عضله سرینی و همسترینگ هم در اجرای آن نقش مهمی دارند و بسیاری از عضلات دیگر هم برای حفظ تعادل به کار گرفته می‌شوند.
در این حرکت ستون فقرات حتماً باید صاف باشد اما  زانو را در طول حرکت می‌توان کمی خم کرد. صاف نگه داشتن زانو فشار و کشش بیشتری را به عضله همسترینگ (پشت ران) وارد می‌کند.
سلام ژاپنی یک حرکت تمرینی اساسی در سیستم تمرینی وست‌ساید است و ورزشکاران  وزنه‌برداری هم از آن استفاده زیادی می‌کنند. وضعیت شروع این حرکت مشابه حرکت اسکات است و برای ایمنی بیشتر بهتر است در قفسه اسکات انجام شود.